# San Bartolo, San Joaquín
San Bartolo är en ort i Mexiko.   Den ligger i kommunen San Joaquín och delstaten Querétaro Arteaga, i den centrala delen av landet, 180 km norr om huvudstaden Mexico City. San Bartolo ligger 1 832 meter över havet och antalet invånare är 147.
Terrängen runt San Bartolo är bergig åt nordväst, men åt sydost är den kuperad. San Bartolo ligger uppe på en höjd. Runt San Bartolo är det ganska glesbefolkat, med 22 invånare per kvadratkilometer. Närmaste större samhälle är Landa de Matamoros, 18,6 km norr om San Bartolo. I omgivningarna runt San Bartolo växer huvudsakligen savannskog.